# جورج توكر
جورج توكر (بالإنجليزية: George Loane Tucker)‏ : مصور أميركي عرف (بأسلوبه الانفرادي) مواليد «بروكلين» (نيويورك) في [5 / أب / 1920 ] تعتبر لوحات «توكر» من أكثر اللوحات حيرة. وكان «توكر» صديق لمارتن لوثر كينغ ومن المدافعين عن حقوق الإنسان. وترك 155 عملاً بعد وفاته أغلبهم في قصور الاغنياء والمتاحف توفي هذا الرسام «المبدع» بتاريخ [23 / اذار / 2011 ].

## روابط خارجية
- جورج توكر على موقع IMDb (الإنجليزية)
- جورج توكر على موقع ألو سيني (الفرنسية)
- جورج توكر على موقع أول موفي (الإنجليزية)
- جورج توكر على موقع قاعدة بيانات برودواي على الإنترنت (الإنجليزية)
- جورج توكر على موقع قاعدة بيانات الأفلام السويدية (السويدية)
- جورج توكر على موقع قاعدة بيانات الفيلم (الإنجليزية)
- جورج توكر على موقع كينوبويسك (الروسية)